# Infancia (novela)
Infancia es la primera obra que publicó León Tolstói. En marzo de 1851 concibe la idea de escribir una gran novela pseudoautobiográfica, compuesta de tres partes: Infancia es la primera de una trilogía (posteriormente se publicó Adolescencia y  Juventud). Ese mismo año, producto de una prolongada enfermedad que interrumpió su actividad militar, dio comienzo a su labor. Termina su relato el 2 de julio de 1852 en Piatigorsk y unos días después envía el manuscrito a San Petersburgo, a la revista Sovreménnik (El Contemporáneo), firmando como L.N.T., donde aparece en su número 9 con el título Historia de mi infancia el 6 de septiembre de 1852.